# Richard Schroeder
Richard Alan Schroeder (né le 29 octobre 1961) est un nageur américain. Lors des Jeux olympiques d'été de 1984 disputés à Los Angeles, il a reçu une médaille d'or à la suite de sa participation aux séries du relais 4 x 100 m quatre nages remporté par les États-Unis. En individuel, il a terminé quatrième lors du 200 mètres brasse ave un temps de 2:18:03.
En 1988, aux Jeux olympiques de Séoul, il est de nouveau médaillé d'or lors du relais 4 x 100 m quatre nages permettant aux Américains de battre le record du monde en finale. Il prend également la sixième place du 100 m brasse durant ces Jeux.

## Palmarès

### Jeux olympiques
- médaille d'or au relais 4 x 100 m quatre nages aux Jeux olympiques de Los Angeles en 1984
- médaille d'or au relais 4 x 100 m quatre nages aux Jeux olympiques de Séoul en 1988

### Championnats pan-pacifiques
- Championnats pan-pacifiques 1987 à Brisbane (Australie)
  -  Médaille d'or au relais 4 x 100 m quatre nages
  -  Médaille d'argent au 100 m brasse
- Championnats pan-pacifiques 1989 à Tokyo (Japon)
  -  Médaille d'argent au 100 m brasse